# Callochromis
Callochromis is een geslacht van straalvinnige vissen uit de familie van de cichliden (Cichlidae).

## Soorten
- Callochromis macrops (Boulenger, 1898)
- Callochromis melanostigma (Boulenger, 1906)
- Callochromis pleurospilus (Boulenger, 1906)